# 古特韦勒
古特韦勒是德国莱茵兰-普法尔茨州的一个市镇。总面积2.51平方公里，总人口674人，其中男性334人，女性340人（2011年12月31日），人口密度269人/平方公里。